# Fieke Boekhorst
Fieke Boekhorst, född den 18 december 1957 i Helmond, Nederländerna, är en nederländsk landhockeyspelare.
Hon tog OS-guld i damernas landhockeyturnering i samband med de olympiska landhockeytävlingarna 1984 i Los Angeles.